# Сан Виторе (Верона)
Сан Виторе је насеље у Италији у округу Верона, региону Венето.
Према процени из 2011. у насељу је живело 632 становника. Насеље се налази на надморској висини од 61 м.